# 蝦子麺

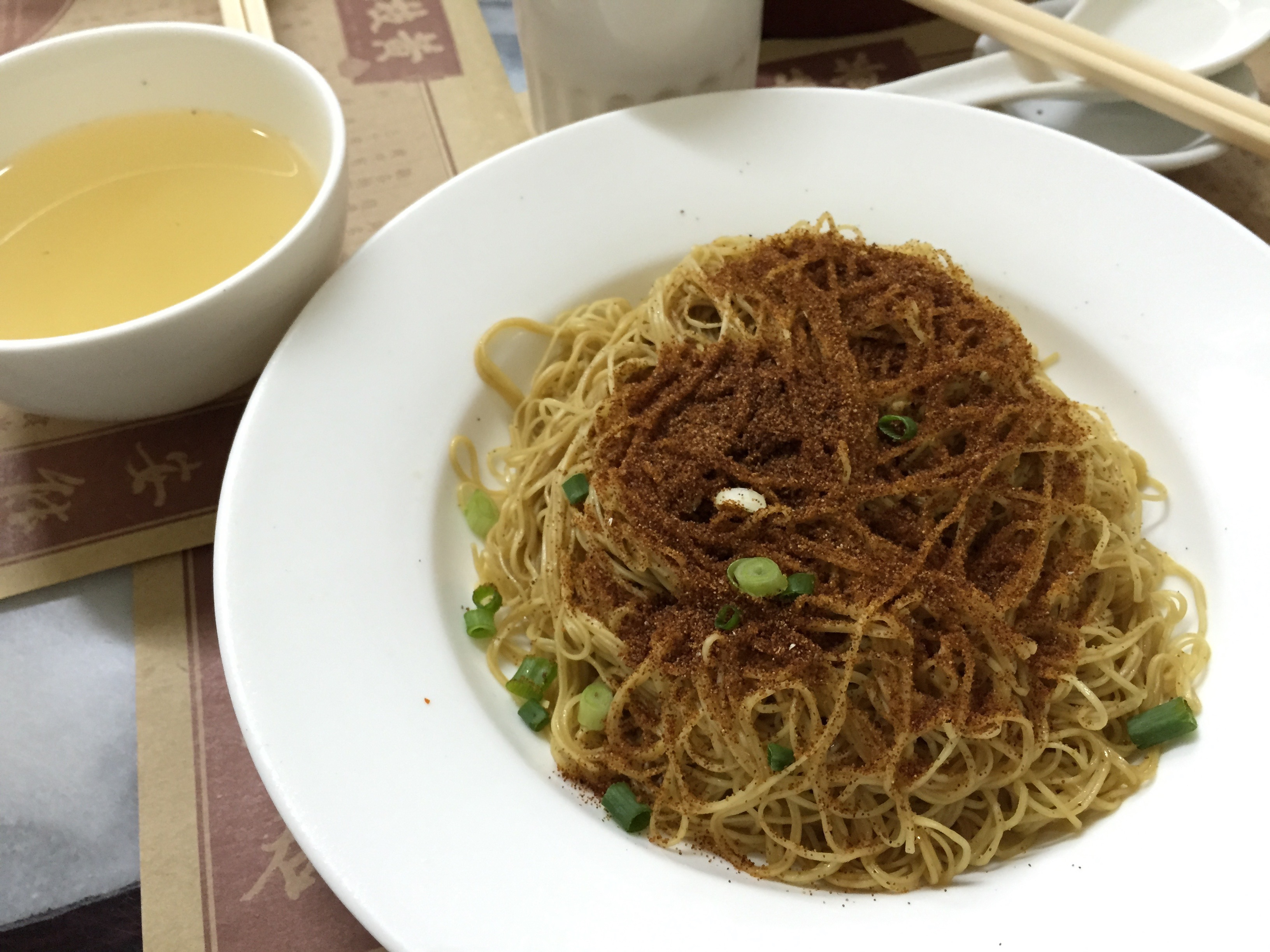
蝦子撈麵（マカオ）

蝦子麺（ハージーミン、シャーズーメン、シャーズミェン）は、乾燥させた蝦子（エビの卵）を乗せた香港、マカオの麺料理。汁なしが定番である。または、蝦子を練りこんだ麺。

## 概要
「蝦子」とは「川エビの卵」の意であり、天然の調味料として中国では料理で使われてきた。

## 料理
蝦子撈麺は、醤油とラードを絡め、蝦子をふりかけた料理。「撈麺」は「汁なし麺」の意。麺には下記の蝦子麺を使うきまりはなく、竹昇麺を用いる店もある。

## 麺

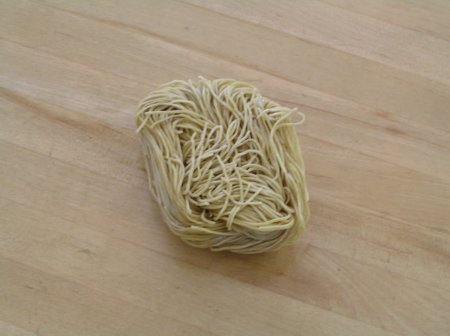
調理前の蝦子麺の生麺

麺の蝦子麺は、麺そのものにしっかりとした味が付いているため、具材にこだわらなくとも麺のゆで汁に少し味付けしただけでも麺の味がゆで汁に出しているためスープとして汁麺を作るのに利用できる。
汁麺以外にも炒めて炒麺としても食すことができる
日本においても、中華食材店などで購入が容易になってきている。
麺の例
麺には細麺と太麺があるが、細いほうが人気が高い。
全蛋蝦子麺
鶏卵を練りこんだ麺。
瑤柱蝦子麺
瑤柱（干貝）の風味を加えた麺。